# Chromis agilis
 Chromis agilis és una espècie de peix de la família dels pomacèntrids i de l'ordre dels perciformes.

## Morfologia
Els mascles poden assolir els 7,5 cm de longitud total.

## Distribució geogràfica
Es troba des de l'Àfrica oriental fins a les Hawaii, Pitcairn, la Gran Barrera de Corall i Nova Caledònia.